# Obrona Huty Stepańskiej i Wyrki
Obrona Huty Stepańskiej i Wyrki – walki obronne polskiego ośrodka samoobrony w powiecie kostopolskim województwa wołyńskiego z oddziałami UPA i SKW podczas rzezi wołyńskiej w 1943 r. Dzięki istnieniu samoobrony udało się w czasie ich ataku ewakuować większość zgromadzonej w ośrodku ludności cywilnej, poza 600 osobami narodowości polskiej zamordowanymi przez Ukraińców.

## Powstanie samoobrony
W 1942 i na początku 1943 polscy mieszkańcy Huty Stepańskiej i Wyrki byli terroryzowani przez nacjonalistów ukraińskich. Ukraińska policja pomocnicza przeprowadzała rewizje w poszukiwaniu Żydów, dokonywano też rekwizycji mienia. 9 lutego 1943 r. po zbrodni w Butejkach w Hucie Stepańskiej odbyła się narada, na której powołano samoobronę wsi. Wartownicy uzbrojeni w piki mieli pilnować dróg prowadzących do wsi. Już następnej nocy do Huty wtargnęła grupa Ukraińców, która porwała i zamordowała czterech mężczyzn, w tym dwóch wartowników. Jeden z zabitych przed śmiercią zdołał w obronie własnej zabić jednego z napastników, a drugiego ciężko ranić.
Po tym wydarzeniu samoobronę wzmocniono. Przewodniczącym Komitetu Samoobrony został Władysław Kurkowski „Duch”. Obrońców podzielono na drużyny i plutony. Wokół wsi rozpoczęto budowę umocnień obronnych i stanowisk strzeleckich. Z wieży kościelnej obserwowano ruchy nieprzyjaciela. W tym samym czasie podobna samoobrona powstała w odległej o 6 km Wyrce. Jej komendantem został ppor. Jan Skiba. Obie samoobrony współdziałały ze sobą, obejmując oprócz Huty Stepańskiej i Wyrki następujące miejscowości: Borek, Mielnica, Temne, Kamionka, Lady, Omelanka, Romaszkowo, Siedlisko, Ostrówek, Perespa, Ziwka, Hały, Szymonisko, Brzezina, Użanie, Soszniki, Tur i Wyrobki.
Od 13 kwietnia 1943 r. komendantem samoobrony Huty Stepańskiej był sierżant Jan Szabelski. W maju 1943 r. do Wyrki przybył por. Władysław Kochański „Bomba”, cichociemny, z zadaniem odbudowy sieci konspiracyjnej Armii Krajowej na terenie powiatu kostopolskiego, rozbitej wskutek aresztowań niemieckich. „Bomba” włączył się w budowę samoobrony i stanął na jej czele.
W miarę wzmagania się eksterminacji Polaków podczas rzezi wołyńskiej rosła liczba uchodźców zgromadzonych w ośrodku samoobrony. Na początku lipca 1943 r. w Hucie Stepańskiej znajdowało się ok. 3000 osób, a w Wyrce ok. 2000.
Nacjonaliści ukraińscy próbowali rozpoznawać siły samoobrony, wykorzystując jako swojego agenta sołtysa Jakuba Kryczylśkiego oraz organizując wyprawy do młyna i patrole. Zapobieżono temu, zmieniając sołtysa na Polaka Stanisława Drozdowskiego i zakazując Ukraińcom wstępu do wsi.

## Współpraca z partyzantką komunistyczną i akcje zaczepne
Ośrodek samoobrony Huta Stepańska-Wyrka udzielał pomocy partyzantom radzieckim oraz polskim komunistycznym, jak oddziałowi im. Tadeusza Kościuszki czy oddziałowi Józefa Sobiesiaka „Maksa”. Po pewnym czasie wśród obrońców wsi zaczęło narastać przekonanie, że partyzanci komunistyczni traktują współpracę z samoobroną jako okazję do werbowania ochotników.
Pod koniec marca 1943 r. grupa samoobrony z Huty Stepańskiej wraz z kilkoma partyzantami radzieckimi dokonała wypadu do Mielnicy Małej, gdzie rozbiła bojówkę UPA, zabijając kilkunastu Ukraińców. Podobna akcja miała miejsce 7 kwietnia 1943 r., na wieść o gromadzeniu się sił UPA w Butejkach. Grupa wypadowa samoobrony wraz z partyzantami radzieckimi rozproszyła upowców, ponosząc jednak znaczne straty (18 zabitych).
Na początku maja 1943 r. grupa samoobrony udzieliła pomocy broniącej się przed UPA kolonii Wilcze w powiecie łuckim. Po odparciu sił UPA oblężonych ewakuowano do Huty Stepańskiej i Wyrki. Podobnej pomocy udzielono w czerwcu zaatakowanym polskim wsiom Ziwka Stara, Brzezina i Soszniki w powiecie sarneńskim.

## Oblężenie i ewakuacja ośrodka

### Koncentracja UPA i przygotowania do obrony
Około 12 lipca 1943 patrole samoobrony odnotowały koncentrację sił UPA i SKW wokół ośrodka. W tym czasie do Huty Stepańskiej przybył Józef Sobiesiak „Maks” ze swoim stuosobowym oddziałem partyzanckim. Na zebraniu w Domu Ludowym zaproponował mieszkańcom wsi ewakuację na Polesie, pod opiekę partyzantki radzieckiej. „Maks” zapowiedział opuszczenie miejscowości bez względu na decyzję ludności. Wywołało to u mieszkańców dezorientację oraz wzburzenie, włącznie z oskarżeniami Sobiesiaka o zdradę. Naprędce zwołana rada starszyzny wsi z por. Kochańskim na czele zdecydowała o pozostaniu na miejscu i podjęciu obrony do końca. W tym czasie „Maks” zrealizował zapowiedź o opuszczeniu Huty, pozostawiając w niej tylko 20 partyzantów.
W obliczu zagrożenia dokonano reorganizacji samoobrony Huty. Zebrano ochotników i rozdzielono między nich całą posiadaną broń palną, która znajdowała się w ośrodku, tworząc 4 plutony pod dowództwem podoficerów rezerwy WP. Z pozostałych osób powołano oddział kosynierów. Łącznie ilość obrońców Huty osiągnęła około 500 osób, z czego tylko 80 dysponowało bronią palną.

### 16 lipca 1943
Siły UPA wspierane przez chłopów ukraińskich z SKW przypuściły zmasowany atak na ośrodek samoobrony wieczorem 16 lipca 1943 r. Uderzenia nie wytrzymały mniejsze punkty samoobrony, wycofując się w stronę Huty Stepańskiej. Do ucieczki rzuciła się również mordowana ludność cywilna. W tym czasie do Huty Stepańskiej od strony Butejek przybyli wysłannicy UPA z żądaniem poddania Huty pod groźbą jej całkowitego zniszczenia. Nie zdążono udzielić odpowiedzi, gdyż emisariusze odjechali. W nocy z 16 na 17 lipca do Huty Stepańskiej wycofała się samoobrona Wyrki i Siedlisk wraz z ludnością cywilną. Wieś opuściła natomiast grupa partyzantów „Maksa” zabierając z sobą 17 uzbrojonych obrońców Huty, co znacznie osłabiło jej potencjał obronny. W rękach Polaków pozostała tylko Huta Stepańska, otoczona płonącymi polskimi wsiami. Czesław Piotrowski szacował, że w wyniku pierwszego uderzenia UPA zginęło około 300 osób, głównie z Perespy, Wyrki, Hał, Soszników, Tura i Użania, a także około 50 osób w Omelance.

### 17 lipca 1943
Rano 17 lipca 1943 r. UPA przypuściła zasadniczy atak na Hutę Stepańską. Falowe natarcia upowców i uzbrojonego chłopstwa w liczbie kilku tysięcy z trudem odpierano. Wielokrotnie dochodziło do walki wręcz. Trzykrotnie wypierano napastników z samego centrum wsi. Zagrożona wymordowaniem ludność cywilna w tym czasie chroniła się w okolicach kościoła, szkoły i budynku poczty. Obroną skutecznie i ofiarnie dowodził por. Kochański „Bomba”, ranny w lewą rękę. Ocenia się, że podczas ataku 17 lipca zginęło około 50–100 osób spośród obrońców oraz ludności cywilnej. Zdaniem Józefa Turowskiego straty ukraińskie były jeszcze większe. Wieczorem ataki UPA ustały, lecz ostatnie natarcie na wieś miało miejsce jeszcze o godz. 1 w nocy.

### Ewakuacja
W nocy z 17 na 18 lipca dowództwo samoobrony krytycznie oceniło położenie Huty. Obrońcom szczególnie brakowało amunicji. Analiza sytuacji wskazywała na nieuchronność upadku ośrodka w następnym dniu. Po rozważeniu wielu pomysłów podjęto decyzję o ewakuacji i przebijaniu się przez pierścień oblężenia na odcinku północnym w kierunku linii kolejowej Kowel–Sarny oraz bazy samoobrony w Antonówce.
Przez noc uformowano kolumnę wozów i załadowano na nie kobiety, dzieci, chorych i rannych oraz część dobytku. Część taboru pod wpływem paniki ruszyła w stronę Wyrki, gdzie została zaatakowana przez UPA i zawróciła. Zginęło około 100 osób.
Nad ranem 18 lipca 1943 r. wszystkie siły samoobrony zaatakowały na odcinku północnym, odrzucając siły UPA na boki. W powstały korytarz wdarła się 3-kilometrowa kolumna wozów i pieszych. Dzięki gęstej mgle udało się uniknąć ostrzału przeciwnika i ofiar wśród uciekinierów. Po wydostaniu się kolumny z kotła, jej koniec obsadzili żołnierze samoobrony odrzucając ukraiński pościg.
Część ludności przebijała się z okrążenia na własną rękę, także ponosząc straty z rąk Ukraińców.

## Losy Polaków po ewakuacji
Po przebyciu około 20 km i dotarciu do stacji kolejowych na linii Kowel-Sarny część ludności została załadowana przez Niemców do wagonów kolejowych i wywieziona na roboty do Rzeszy. Pozostali dotarli do Wydymeru pod Włodzimiercem, skąd rozjechali się do Antonówki, Kowla, Sarn i Przebraża.
Uzbrojeni obrońcy Huty Stepańskiej składający się z zaprzysiężonych żołnierzy AK znaleźli schronienie w Perespie koło Antonówki, a następnie w Karaczunie. Na początku sierpnia 1943 r. jako oddział partyzancki AK pod dowództwem „Bomby” w sile kompanii dołączyli do samoobrony w Hucie Starej.
Po napadzie UPA z 13/14 kwietnia 1943 została uratowana m.in. rodzina miejscowego nauczyciela Czesława Gawędy.
Potomkiem jednej z ocalonych rodzin jest Janusz Horoszkiewicz, opiekun polskich miejsc pamięci na Wołyniu, badacz zbrodni OUN-UPA, laureat nagrody Kustosza Pamięci Narodowej.

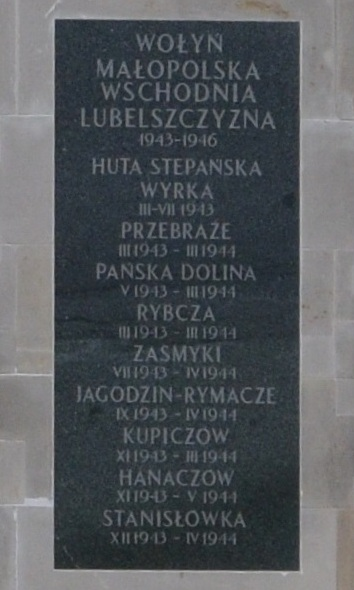
Tablica Grobu Nieznanego Żołnierza w Warszawie wymieniająca obronę Huty Stepańskiej i Wyrki

## Podsumowanie
Likwidacją ośrodka samoobrony Huta Stepańska-Wyrka kierował Iwan Łytwynczuk „Dubowyj”. Zadanie rozbicia Huty otrzymał od niego „Korban” a Wyrki „Borysten”. Akcję ubezpieczała sotnia „Czyhana” oraz część sotni „Jaremy”.
Według polskich szacunków w wyniku ataków UPA na miejscowości skupione w ośrodku samoobrony Huta Stepańska-Wyrka w dniach 16–18 lipca 1943 zginęło około 600 Polaków. Meldunek UPA z 27 lipca 1943 r. mówił o ponad 500 zabitych Polakach i nieokreślonej liczbie rannych. Straty własne oceniał na 18 zabitych i 17 rannych.
19 lipca 1943 r. przed kościołem pw. Najświętszego Serca Jezusowego w Hucie Stepańskiej duchowni prawosławni odprawili dziękczynne nabożeństwo za rozbicie polskiego ośrodka. Wieś została całkowicie spalona, murowane budynki wysadzono.

## Upamiętnienie
Od 2017 roku obronę Huty Stepańskiej i Wyrki przed UPA upamiętnia tablica przy Grobie Nieznanego Żołnierza w Warszawie.